# Владимир Блажевски
Владимир Блажевски (Скопље, 3. јун 1955) јесте југословенски, српски и македонски редитељ и сценариста. Аутор је преко 200 ТВ емисија, играних и документарних филмова.

## Биографија и каријера
Рођен је 3. јуна 1955. године у Скопљу, а од детињства живи у Београду. Од 1977. године се професионално бави филмом, 1978. дипломирао је филмску режију на Факултету драмских уметности у Београду у класи Радоша Новаковића.
Као редитељ снимио је неколико краткометражних и документарних филмова, наменско-комерцијалне документарне филмове, мањи број ркеламних спотова и преко 200 телевизијских емисија за Радио телевизију Београд. Прва два играна филма која је режирао била су Хај-Фај и Булевар револуције, а оба су постигла велику популарност.
Од 1981. године био је уредник филмског програма у Студентском културном центару Београд, а од 1989. до 1991. године директор тог центра.
Предавао је теорију и историју филма на Факултету драмских уметности у Београду, филмску режију у Филмској школи Дунав филма од 1998—2000, а био је и професор режије на Мегатренд Универзитету. Дуги низ година предаје историју и теорију филма Факултету за драмску уметност Универзитета у Скопљу.

## Филмографија
| Год.   | Назив                      | Улога                          |
| ------ | -------------------------- | ------------------------------ |
| 1970-е |                            |                                |
| 1978.  | Срећна нова година         | редитељ                        |
| 1980-е |                            |                                |
| 1980.  | Аутоматика и мерни системи | редитељ                        |
| 1987.  | Хај-Фај                    | редитељ, косценариста          |
| 1990-е |                            |                                |
| 1992.  | Булевар револуције         | режисер, сценариста            |
| 1993.  | Бог да убије шпијуне       | сценариста                     |
| 1997.  | Циганска магија            | сценариста                     |
| 2000-е |                            |                                |
| 2001.  | Кинеска пијаца             | режисер, сценариста            |
| 2004.  | Велика вода                | сценариста                     |
| 2000-е |                            |                                |
| 2011.  | Панк није мртав            | режисер, сценариста            |
| 2018.  | Година мајмуна             | режисер, продуцент, сценариста |
| 2018.  | Пијавице                   | копродуцент                    |

## Награде
Добитник је многобројних награда, а најзначајније су :
- Златна арена за режију, за филм Хај-Фај 1987. године на Филмског фестивалу у Пули
- Прва награда на фестивалу документарних филмова немачког језичког подручја у Дуизбургу 2001. године, за филм Кинеска пијаца.[3]